# Narros de Cuéllar
Narros de Cuéllar es un pueblo español del municipio de Samboal, perteneciente a la provincia de Segovia, en la comunidad autónoma de Castilla y León. Forma parte de la Comunidad de Villa y Tierra de Cuéllar y está encuadrado en el Sexmo de la Mata.

## Toponimia
Su nombre indica la procedencia de sus fundadores: navarros; por ello su fundación puede fecharse en torno a los siglos XII y XIII, durante la Reconquista. Es en este momento cuando empiezan a surgir núcleos poblados con mayor frecuencia en la Comunidad de Villa y Tierra de Cuéllar.

## Geografía
En las cercanías de la localidad discurre el río Pirón, y los arroyos Malucas y Marieles, afluentes del mismo.

## Historia
En el siglo XVI se anejó a su concejo el de Marieles, absorbiendo su término cuando este quedó despoblado, y lo mismo ocurrió con el de Aldehuela del Carracillo, despoblado en el siglo XVII.
Hacia mediados del siglo XIX, el lugar tenía contabilizada una población de 182 habitantes. Aparece descrito en el decimosegundo volumen del Diccionario geográfico-estadístico-histórico de España y sus posesiones de Ultramar de Pascual Madoz de la siguiente manera:

NARROS: l. con ayunt. en la prov. y dióc. de Segovia (8 leg.), part. jud de Cuellar (3), aud. terr. de Madrid (22), c. g. de Castilla la Nueva: sit. en terreno llano, le combaten todos los vientos, y su clima es propenso á tercianas: tiene 46 casas de inferior construccion, distribuidas en varias calles y una plaza; hay casa de ayunt., cárcel, escuela de instruccion primaría comun á ambos sexos á la que concurren 14 alumnos, que se hallan á cargo de un maestro dotado convencionalmente por los padres de sus discípulos; y una igl. parr. (Ntra. Sra. de la Concepcion), servida por un cura vicario; cuyo curato es de entrada y de provision real y ordinaria; en los afueras del pueblo se encuentra una ermita, San Márcos, y una fuente de buenas aguas de las que se utilizan los vec. para sus usos. Confina el térm. N. Arroyo de Cuellar; E. y S. Campo, y O. Fresneda de Cuellar: se estiende 1/2 leg. por N. y O. y 1 y 1/4 por E. y S. y comprende un pequeño monte de pinar: el terreno es de primera, segunda y tercera calidad. caminos: los que dirigen á los pueblos limítrofes en mediano estado. prod.: trigo, cebada, centeno, algarrobas, garbanzos y muelas, mantiene ganado lanar y vacuno, y cria caza de liebres, conejos, perdices y otras aves. ind.: la agrícola: el comercio está reducido á la esportacion de los frutos sobrantes, é importacion de los art. de que se carece. pobl.: 46 1/2 vec., 182 alm. cap. imp. 46,417 rs. contr.: segun el cálculo general y oficial de la prov. 20'72 por 100: el presupuesto municipal asciende á 1,500 rs. que se cubren con el producto de propios y el déficit por reparto vecinal.
(Madoz, 1849, p. 31)

Hasta la reforma de la nomenclatura municipal de 1916 el municipio se llamaba simplemente Narros. En dicha fecha su nombre fue modificado por el de Narros de Cuéllar. Fue municipio independiente hasta el 12 de septiembre de 1970, fecha en la que se decretó su incorporación al municipio de Samboal.
En 1991, hubo un intento, por parte de la corporación municipal de Samboal, de que Narros de Cuéllar se constituyese de nuevo como municipio independiente, que se denegó el 14 de octubre de 1999. Finalmente, el 8 de abril de 2008, la sala tercera del tribunal supremo desestimó el recurso de casación interpuesto contra la sentencia que confirmó el decreto de denegación de la segregación.

## Demografía

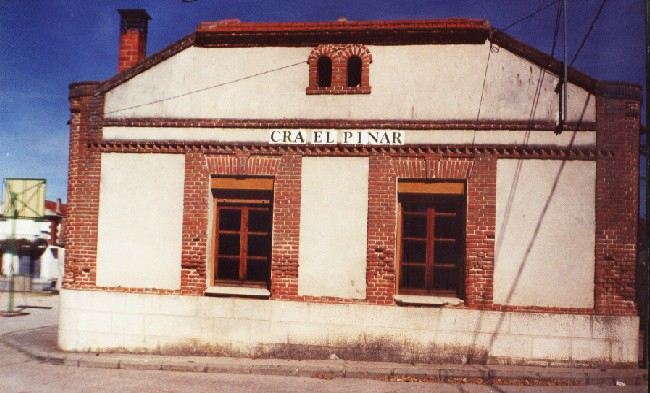
Colegio de Primaria

| Gráfica de evolución demográfica de Narros de Cuéllar entre 1842 y 1960 |
| |
| Población de derecho según los censos de población del INE Población de hecho según los censos de población del INEEn estos censos se denominaba Narros: 1842, 1857, 1860, 1877, 1887, 1897, 1900 y 1910 Entre el censo de 1970 y el anterior, este municipio desaparece porque se integra en el municipio 40176 (Samboal) |

| 198           | 196 | 196 | 177 | 176 | 174 | 177 | 175 | 170 | 168 | 166 | 165 |
| (Fuente: INE) |     |     |     |     |     |     |     |     |     |     |     |

## Patrimonio
Dentro del patrimonio histórico se halla la iglesia de la Purísima Concepción, de estilo barroco y levantada en el siglo XVII, así como la ermita de San Marcos, que corresponde al mudéjar y fue la iglesia parroquial del despoblado de Marieles, en la que destaca un interesante artesonado de madera policromada, también mudéjar, y las imágenes de San Marcos y la Virgen de las Mercedes.

## Festividades
Las fiestas patronales se celebran el 8 de diciembre, Purísima Concepción y el 25 de abril, San Marcos; y siendo municipio dedicado a la agricultura, también se celebra la festividad de San Isidro.